# 툇마루

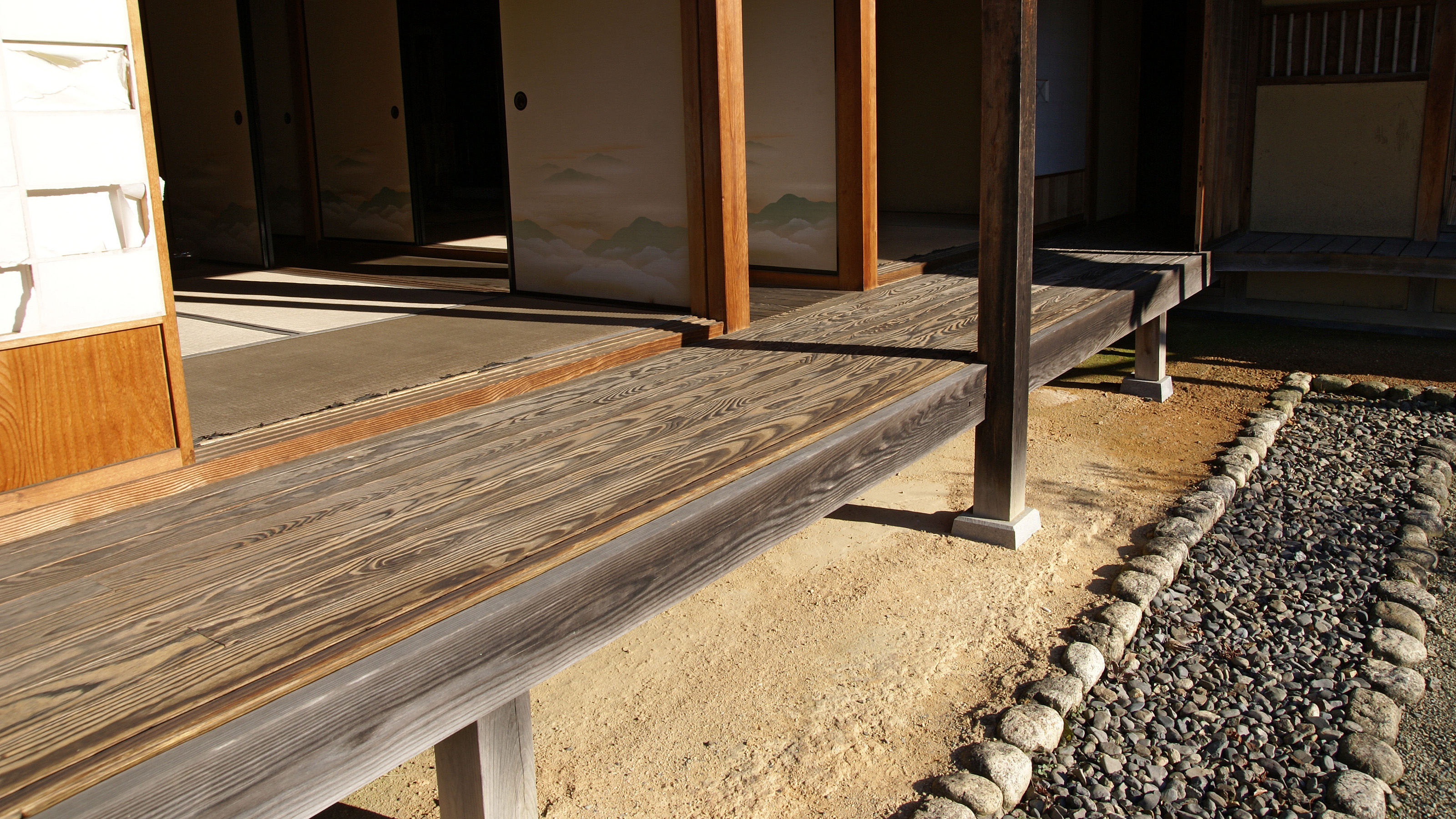
일본 고민가의 툇마루.

툇마루는 목조건축에서 지붕 처마를 받치는 고주(안쪽 기둥)와 평주(바깥쪽 기둥) 사이의 완충공간인 툇간에 놓인 마루다. 통로 또는 생활공간으로서 사용된다.